# 克里斯蒂安·達格
克里斯蒂安·達格（法語：Christian Dalger，1949年12月19日—2023年7月1日）出生於加爾省尼姆，是一名法國前職業足球運動員，司職前鋒。達格為法國隊上陣六次，並射入兩球。.
在達格的職業生涯中，他曾效力於土倫（1962年-1971年）和摩納哥（1971年-1980年）等球會，並於1978年贏得法甲冠軍。達格亦是1978年世界盃法國國家隊成員。在他的職業生涯結束後，達格成為了一名足球領隊。。

## 外部鏈接
- Christian DALGER （页面存档备份，存于）於法國足球總會（法語）
- 法国足球协会上的 克里斯蒂安·達格 （法文） 存档于webarchive.org.於法國足球總會（法語）
- Profile （页面存档备份，存于） （法語）